# Hayashi Shogo
Shogo Hayashi (林 昇吾 Hayashi Shogo, sinh ngày 9 tháng 4 năm 1997) là một cầu thủ bóng đá người Nhật Bản. Anh thi đấu cho Tokyo Verdy.

## Sự nghiệp
Shogo Hayashi gia nhập câu lạc bộ tại J2 League Tokyo Verdy năm 2016.